# Madame Jean Noël
'Madame Jean Noël' est un cultivar de rosier obtenu en 1939 par le rosiériste lyonnais César Chambard.

## Description
Cet hybride de thé présente de remarquables roses de couleur corail, pleines et doubles qui pâlissent au fur et à mesure. Elles possèdent des  pétales enroulés autour d'un cœur turbiné et s'ouvrent en forme réflexe. La floraison est remontante. Il nécessite une situation ensoleillée pour s'épanouir au mieux.
Son buisson au feuillage vert clair peut s'élever à 70 cm. Il a besoin d'être taillé à la fin de l'hiver pour fleurir, et les fleurs fanées doivent être ôtées pour favoriser la remontance. 
Sa zone de rusticité est de 6b à 9b ; il supporte donc les hivers rigoureux.
Cette grande rose au coloris spectaculaire n'est plus commercialisée mais est largement présente dans les grandes roseraies, comme à l'Europa-Rosarium de Sangerhausen.

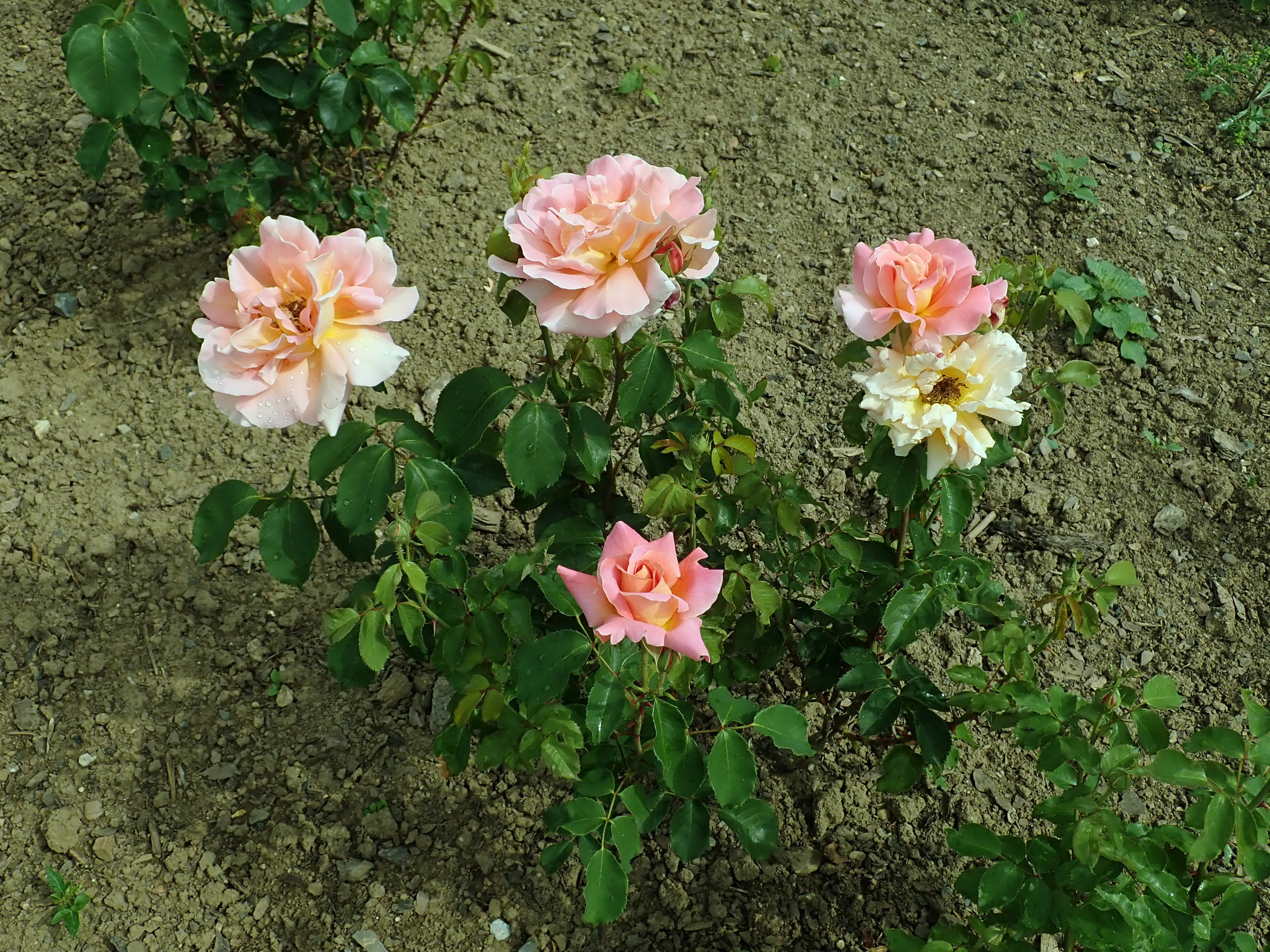
Buisson de rosier 'Madame Jean Noël'

## Distinctions
- Prix de la meilleure rose de France, médaille d'or 1939[2],[3].